# Republic Aviation

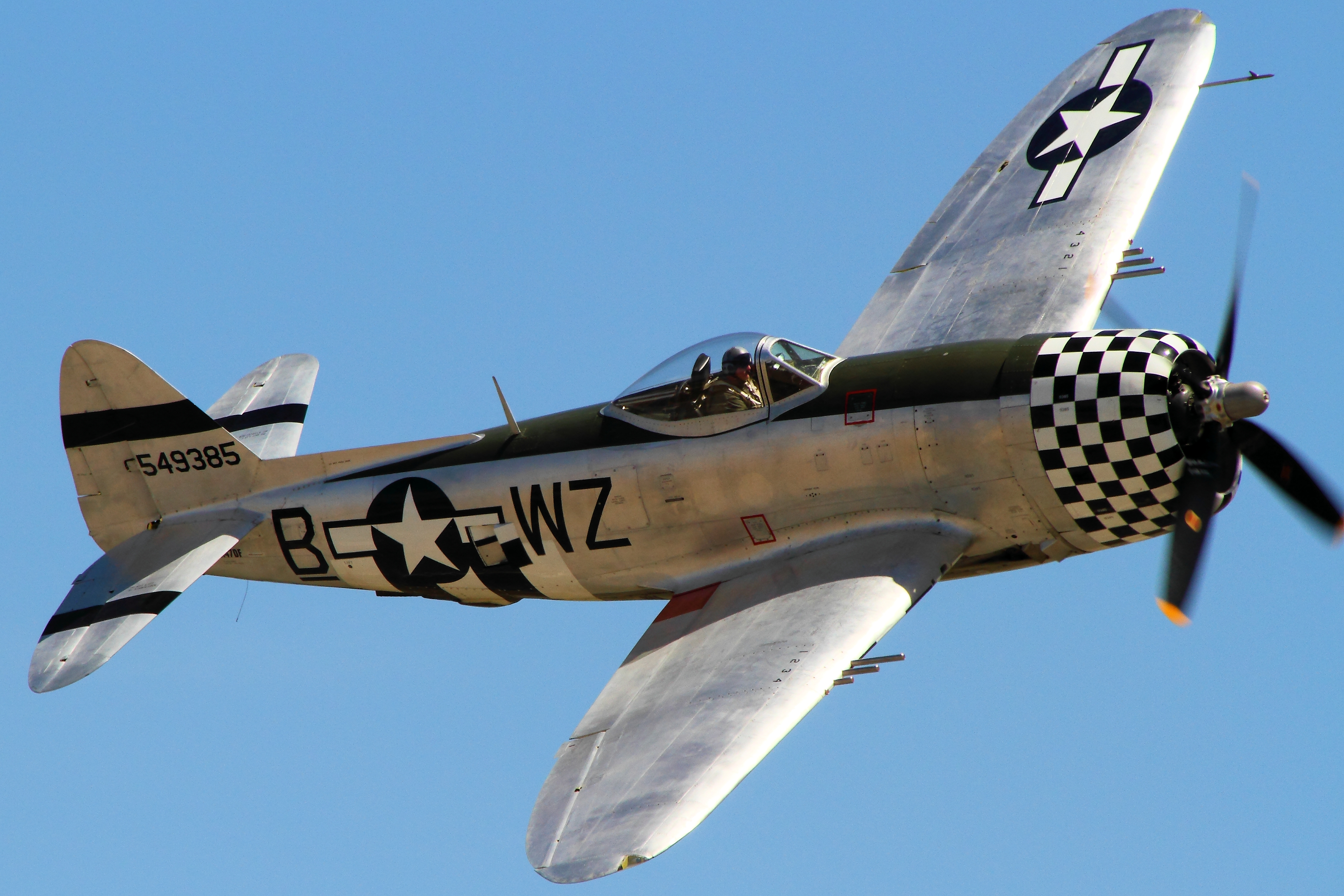
Republic P47 Thunderbolt

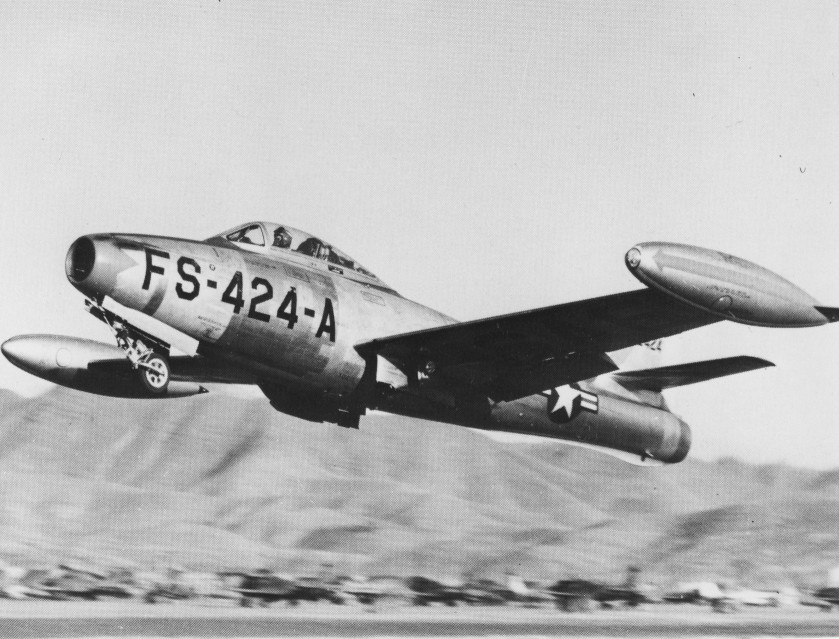
Republic F-84E Thunderjet van het 9th Fighter-Bomber Squadron in Korea

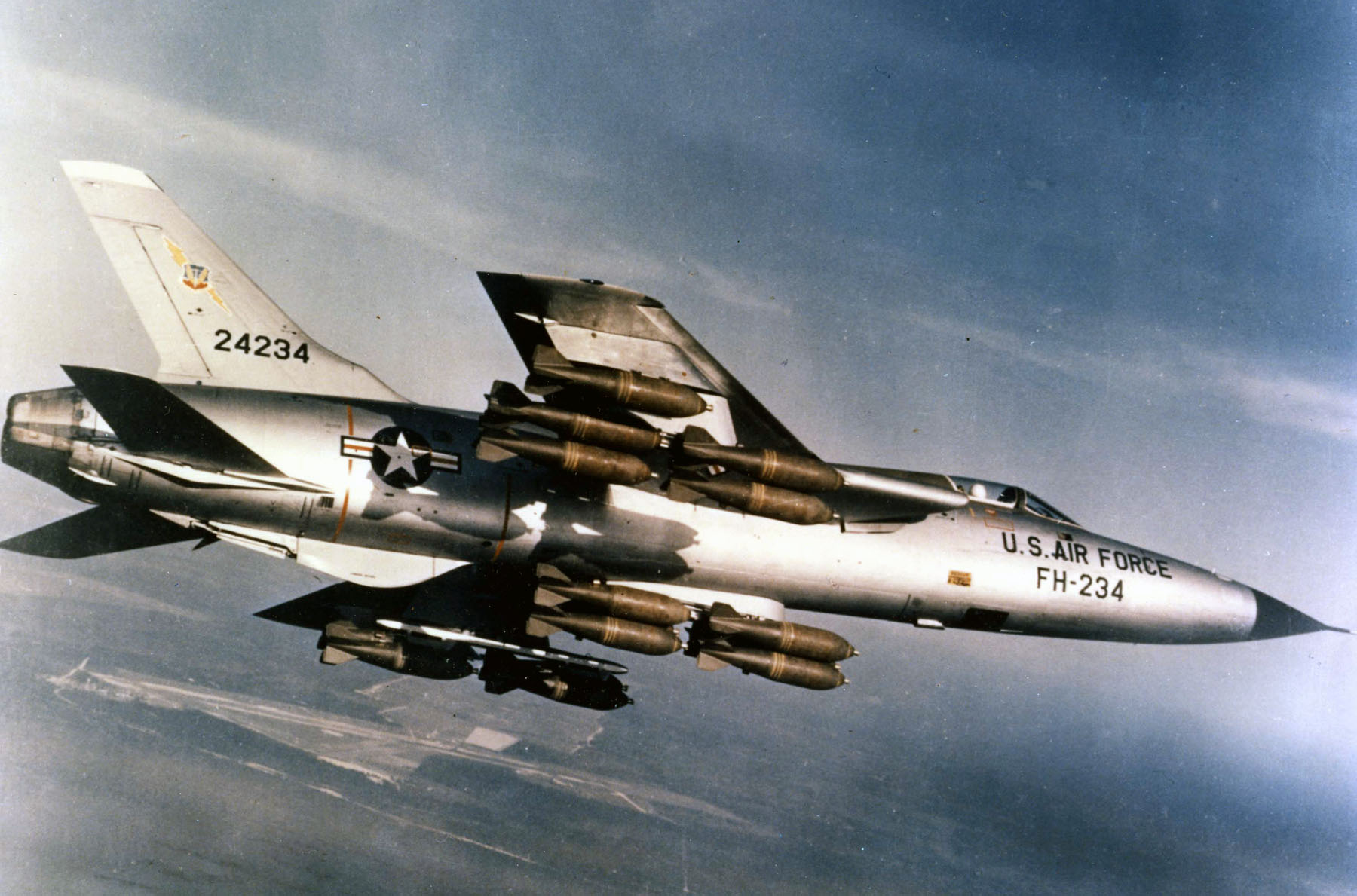
Republic F-105D Thunderchief

De Republic Aviation Corporation was een Amerikaanse vliegtuigbouwer gevestigd in Farmingdale, New York, op Long Island. Oorspronkelijk bekend als de Seversky Aircraft Company, was het bedrijf verantwoordelijk voor het ontwerp en de productie van vele belangrijke militaire vliegtuigen, waaronder de beroemdste producten: de P-47 Thunderbolt-jager uit de Tweede Wereldoorlog, de F-84 Thunderjet en F-105 Thunderchief-straaljagers.

## Geschiedenis
De Seversky Aircraft Company werd in 1931 opgericht door Alexander de Seversky, een Russische expat en veteraan piloot uit de Eerste Wereldoorlog die een been had verloren in de oorlog. In het begin waren veel van de ontwerpers van Seversky Aircraft Russische en Georgische ingenieurs, waaronder Michael Gregor en Alexander Kartveli, die later veel van de beroemdste vliegtuigen van Republic Aviation zouden ontwerpen.
Na verschillende mislukte pogingen won Seversky Aircraft een ontwerpwedstrijd voor een nieuwe jager van het United States Army Air Corps en kreeg in 1936 zijn eerste militaire contract voor de productie van zijn Seversky P-35.
In 1939 deed Seversky Aircraft opnieuw mee aan een militaire gevechtscompetitie, dit keer met de sterk verbeterde AP-4. Hoewel het contract werd gegund aan de Curtiss P-40, was de USAAC onder de indruk van de prestaties van de AP-4 op grote hoogte en bestelde 13 extra vliegtuigen om te testen, als de XP-43.
In april 1939 had de Seversky Aircraft Corporation $ 550.000 verloren en werd Seversky gedwongen het bedrijf dat hij had opgericht te verlaten. De raad van bestuur, onder leiding van financier Paul Moore, stemde W. Wallace Kellett om hem te vervangen als president, en in september 1939 werd het bedrijf gereorganiseerd als de Republic Aviation Corporation. Seversky bleef vechten voor zijn bedrijf en de zaak werd pas in september 1942 naar zijn tevredenheid opgelost.
Ondertussen ging Seversky's AP-4 door in ontwikkeling en ging uiteindelijk in productie als de P-43 Lancer. Er werden uiteindelijk 272 P-43's geproduceerd, waarvan er 108 naar China werden gestuurd om tegen de Japanners te worden gebruikt. Velen gingen door de handen van de AVG Flying Tigers, waarvan de piloten tevreden waren met de prestaties van het vliegtuig op hoogtes tot 30.000 ft (9.100 m), terwijl hun P-40's niet effectief waren op hoogtes van meer dan 20.000 ft (6.100 m). Claire Lee Chennault weigerde evenwel toch het vliegtuig voor zijn bemanningen te behouden.
De verdere ontwikkeling van de P-43 werd voortgezet in de vorm van een lichtgewicht versie met een Pratt & Whitney R-2800 Double Wasp-motor, die 1.850 pk (1.380 kW) produceerde. Het resulterende vliegtuig, nu bekend als de P-44, was werkelijk indrukwekkend. Met snelheden van 650 km/h op 20.000 ft (6.100 m) en een klimsnelheid van 4.000 ft (1.200 m) per minuut, zou het vliegtuig een uitzonderlijke interceptor zijn geweest. Helaas was het in staat om niet meer brandstof te vervoeren dan de P-43, en de Double Wasp-motor was veel dorstiger, waardoor het bereik van het vliegtuig aanzienlijk werd beperkt.
Naarmate de luchtoorlog in Europa vorderde, ontdekte het leger dat het echt een langeafstandsjager nodig had die in staat was om bommenwerpers naar Duitsland te escorteren. Alexander Kartveli werd opgeroepen voor de afdeling Experimentele Vliegtuigen van het leger en vertelde over de nieuwe vereisten en dat de P-44 niet in zijn huidige configuratie zou worden besteld. Dit was een verwoestende tegenslag voor Kartveli en Republic Aircraft, omdat Kartveli wist dat de XP-44 niet opnieuw kon worden ontworpen om aan deze nieuwe eisen te voldoen. In de trein terug naar New York City begon hij een nieuw ontwerp te schetsen. Dit vliegtuig zou de P-47 Thunderbolt worden.

## P-47 Thunderbolt
De United States Army Air Forces weigerde Republic geld te geven voor de ontwikkeling van de nieuwe XP-47B, dus betaalde Republic voor de bouw van de eerste mock-up, waarbij de cockpit van de P-43 werd hergebruikt. Tegen de tijd dat het prototype klaar was om te testen, woog het meer dan 12.550 lb, 900 lb (410 kg) boven de limiet van het leger voor het nieuwe gevechtsvliegtuigontwerp, en veel meer dan enige eenmotorige jager die ooit was ontwikkeld. Het kon ook slechts 298 gallons brandstof vervoeren, 17 gallons minder dan de vereiste, maar het leger was over het algemeen tevreden met zijn prestaties, met snelheden van 663 km/h op 25.800 ft (7.900 m), en zag deze problemen over het hoofd.
De deelname van de VS aan de oorlog in december 1941 verhoogde snel de behoefte aan de XP-47B en het werk aan het vliegtuig vorderde snel. In juni 1942 nam het leger zijn eerste P-47B's in ontvangst. Ze plaatsten al snel een bestelling waarbij Republic Aviation de omvang van hun fabriek moest verviervoudigen en drie nieuwe start- en landingsbanen moest bouwen in de fabriek in Farmingdale, New York. Uiteindelijk bleek dit ontoereikend en in november 1942 gaf het leger toestemming voor de bouw van een nieuwe fabriek naast de luchthaven van Evansville, Indiana.
Gedurende de oorlog zou de P-47 een constante ontwikkeling ondergaan. Er werd een bellenluifel toegevoegd om het zicht naar achteren te vergroten. De uiteindelijke versie van de P-47 zou de P-47N zijn, een langeafstandsversie met langere vleugels en romp en een grotere brandstofcapaciteit. De P-47N was ontworpen om B-29's te escorteren op lange missies naar Japan voor een geplande invasie van het Japanse thuisland die nooit kwam. De productie van alle versies eindigde in november 1945. Tegen die tijd waren er 15.660 P-47's gebouwd, waardoor het de meest geproduceerde Amerikaanse jager van de oorlog was. Daarvan zouden er 1.816 het P-47N-model voor de lange afstand zijn. Dit model zou tot het midden van de jaren 1950 blijven dienen bij Air Force Reserve- en Air National Guard-eenheden. Republic Aviation staat op de 24e plaats van Amerikaanse bedrijven wat betreft de waarde van productiecontracten in oorlogstijd.

## RC-3 Seabee
In 1946 verliet Republic Aviation tijdelijk het veld van militaire contracten om de Republic RC-3 Seabee te produceren, een ongewone volledig metalen watervliegtuig. De Seabee was het geesteskind van Percival "Spence" Spencer, een voormalige Republic P-47-testpiloot. Hij overtuigde het bestuur van Republic Aviation van de noodzaak van een licht sportvliegtuig om te voldoen aan de vraag naar privévliegtuigen van piloten die terugkeerden uit de Tweede Wereldoorlog. De verwachte verkoop van 5.000 Seabees per jaar is nooit uitgekomen, omdat de meeste terugkerende piloten nooit meer vlogen, hoewel Republic er wel in slaagde om 1.060 Seabees te verkopen in twee jaar productie. Dit was een respectabel aantal in een tijd waarin veel kleine vliegtuigfabrikanten slechts een handvol vliegtuigen produceerden voordat ze failliet gingen. Veel hiervan was te wijten aan de opmerkelijk lage prijs van de Seabee van slechts $ 3.500 tot $ 6.000.

## F-84 familie
In 1946 richtte Republic opnieuw zijn aandacht op militaire contracten en ontwikkelde een eenmotorige straaljager om te voldoen aan de eisen van het leger voor een jager met een topsnelheid van 600 mph (970 km/h). De eerste YP-84A Thunderjet vloog op 28 februari 1946, maar het vliegtuig werd geplaagd door zoveel ontwikkelingsproblemen dat de eerste F-84B pas in 1949 in dienst van de luchtmacht kwam. De F-84D met rechte vleugels zou tijdens de Koreaanse Oorlog een belangrijk vliegtuig worden en 86.408 missies vliegen. In 1949 werd een versie met geveegde vleugels, de F-84F Thunderstreak, ontwikkeld, maar aanvullende ontwikkelings- en motorproblemen leidden ertoe dat het vliegtuig pas in 1954 in dienst kwam. Een fotoverkenningsversie, bekend als de RF-84F Thunderflash, werd ontwikkeld op basis van de F-84F en er werden er 715 geproduceerd. De uiteindelijke versie met rechte vleugel, bekend als de F-84G, was een overblijfselontwerp voor Republic, terwijl de J-65-motor voor de F-84F met geveegde vleugel nog in ontwikkeling was. De F-84F zou tot 1971 in dienst blijven bij Air National Guard-eenheden, toen corrosie hen dwong zich terug te trekken uit de Amerikaanse dienst. De F-84F en RF-84F werden beide gebruikt door verschillende buitenlandse operators, waaronder Duitsland, Nederland, België, Frankrijk, Italië, Griekenland, Turkije en Denemarken (een squadron van RF-84F dat in 1971 werd uitgefaseerd). De F-84F bleef tot in de jaren 1980 in de Europese luchtmacht dienen.

## F-105 Thunderchief
In 1951 begon Alexander Kartveli met het ontwerpen van een vervanger voor de F-84 Thunderjet. Het nieuwe vliegtuig zou een eenmotorige jager zijn, maar groter dan elke eenmotorige jager die ooit voor de luchtmacht is ontworpen. Tegen de tijd dat de mock-up in oktober 1953 klaar was, was het vliegtuig zo groot geworden dat er een krachtigere motor nodig was; de Pratt & Whitney J75 werd uiteindelijk geselecteerd. Op 28 juni 1954 plaatste de luchtmacht een bestelling voor 15 van de nieuwe F-105 Thunderchief. Het vliegtuig woog 50.000 lb (23.000 kg), maar kon tot 14.000 lb (6.400 kg) bommen en raketten vervoeren, en kon vliegen op Mach 1 op zeeniveau en Mach 2 op hoogte. Hoewel het slechts één motor had, kon de F-105 een grotere bommenlast vervoeren dan een viermotorige bommenwerper uit de Tweede Wereldoorlog en een grotere afstand afleggen met een veel hogere snelheid. De F-105 zou het primaire grondaanvalsvliegtuig van de Vietnamoorlog worden en meer dan 20.000 missies vliegen totdat het in november 1970 werd vervangen door de McDonnell Douglas F-4 Phantom II. Van de 833 geproduceerde F-105's gingen er 397 verloren tijdens de oorlog in Vietnam. Zeventien werden neergeschoten door Noord-Vietnamese MiG's, terwijl de meeste van de rest verloren gingen door grondvuur. De F-105 was het laatste onafhankelijke ontwerp van Republic Aviation.
Een versie met twee zitplaatsen, de F-105G, bekend als "Wild Weasel", werd later ontwikkeld om de "Wild Weasel"-versie van de F-100 te vervangen. De eerste F-105G vloog op 15 januari 1966 en de leveringen begonnen in juni 1966 in Zuidoost-Azië aan te komen. Deze versie bleef op het slagveld opereren lang nadat de grondaanvalsversies waren teruggetrokken en was aan het einde van de oorlog nog steeds in dienst.

## De laatste jaren
In december 1957 ontwikkelde Republic een helikopterdivisie, waarbij de Franse Aérospatiale Alouette II-helikopter onder licentie werd gebouwd, met marginaal verkoopsucces.
In een poging om het bedrijf draaiende te houden, stelde Republic voor om een in oorlogstijd ontwikkeld viermotorig verkenningsvliegtuig (de XF-12 Rainbow) om te bouwen tot een transportvliegtuig. Het vliegtuig zou erg snel zijn voor een propellervliegtuig, maar de interesse van luchtvaartmaatschappijen was niet voldoende om de ontwikkeling van het vliegtuig voort te zetten en het project werd geannuleerd.
Republic Aviation deed nog een laatste poging om te overleven door terug te keren naar militaire contracten. In 1960 verwierf Republic Aviation een minderheidsbelang in de Nederlandse vliegtuigfabrikant Fokker en probeerde een door Fokker ontworpen aanvalsvliegtuig (Fokker/Republic D-24 Alliance variable sweep wing VTOL) aan de luchtmacht te verkopen, maar de luchtmacht toonde weinig interesse in het buitenlandse ontwerp en er werden geen contracten aangeboden.
In het begin van de jaren 1960 begon het lucht- en ruimtevaartbedrijf Fairchild, eigendom van Sherman Fairchild, met het kopen van aandelen van Republic en nam uiteindelijk Republic Aviation over in juli 1965. In september werd Republic de Republic Aviation Division van Fairchild Hiller en hield op te bestaan als een onafhankelijk bedrijf.
Het naamgevingssysteem van Republic werd voortgezet door Fairchild Hiller met de A-10 Thunderbolt II, die voor het eerst vloog in mei 1972.

## Nalatenschap
Naast het voortdurende gebruik van de A-10 in de frontlinie, hebben een aantal vliegende en statische restauraties gediend om het publiek bewust te maken van de rol van Republic in de luchtvaartgeschiedenis. Het American Airpower Museum, dat is gevestigd op het voormalige fabrieksterrein van Republic in Farmingdale, New York, onderhoudt een verzameling Republic artefacten, historische faciliteiten en een scala aan vliegtuigen uit de geschiedenis van het bedrijf. Het museum rekent zichzelf tot de weinigen ter wereld die daadwerkelijk historische vliegtuigen onderhouden en vliegen, en het telt een originele Republic P-47D-jager tot zijn luchtwaardige vloot. De statische tentoonstellingen van het museum omvatten een Republic F-84 straaljager van de eerste generatie, een F-84F straaljager met veegvleugels, een zeldzaam voorbeeld van de RF-84F verkenningsvariant en een F-105 Thunderchief. In 2014 voegde het museum een A-10 Warthog toe, waarmee de collectie jagers van de Republiek werd gecompleteerd. Het vrijwilligerskorps van het museum omvat zowel voormalige lijnwerkers van Republic als veteranen van de luchtmacht met directe vliegervaring met Republic Aviation vliegtuigen.
In de herfst van 1987 vernietigde Fairchild Corporation (toen het moederbedrijf van Republic) de bedrijfsarchieven van Republic. Joshua Stoff, de curator van het Cradle of Aviation Museum op Long Island, schreef in Air & Space Magazine dat hij, toen hij werd uitgenodigd om een laatste blik in de archieven te werpen, stiekem één document meenam. Dat enige overgebleven document was een contract voor 225 P-47B's van Republic voor het US Army Air Corps voor een bedrag van $ 16.275.657,50 (War Department Contract #15850, gedateerd 13 september 1940). [10] Het is nu gehuisvest in het museum.
De Long Island Republic Airport Historical Society, gehuisvest in de lobby van het Main Terminal-gebouw van Republic Airport, onderhoudt verschillende fototentoonstellingen over de luchtvaart van Republic en vliegtuigen van Republic. Het onderhoudt ook een uitgebreide collectie archieffoto's, artefacten, bedrijfsdocumenten en nieuwsartikelen over Republic.

## Vliegtuigen
| Naam vliegtuigtype                     | Eerste vlucht | Aantal geconstrueerd | Type                                                         |
| -------------------------------------- | ------------- | -------------------- | ------------------------------------------------------------ |
| Seversky SEV-3                         | 1933          | >36                  | Single-engine three-seat amphibian                           |
| Seversky P-35                          | 1935          | Up to 196            | Single-engine single-seat propeller fighter aircraft         |
| Seversky A8V                           | 1935          | 70                   | Single-engine single-seat propeller fighter aircraft         |
| Seversky XP-41                         | 1939          | 1                    | Single-engine single-seat propeller fighter aircraft         |
| Republic P-43 Lancer                   | 1940          | 272                  | Single-engine single-seat propeller fighter aircraft         |
| Republic P-44 Rocket                   | N/A           | 0                    | Unbuilt single-engine single-seat propeller fighter aircraft |
| Republic P-47 Thunderbolt              | 1941          | 15,636               | Single-engine single-seat propeller fighter                  |
| Republic XP-69                         | N/A           | 0                    | Unbuilt single-engine single-seat propeller fighter          |
| Republic XP-72                         | 1944          | 2                    | Prototype single-engine single-seat propeller fighter        |
| Republic RC-3 Seabee                   | 1945          | 1,060                | Single-engine four-seat pusher propeller amphibious aircraft |
| Republic XF-12 Rainbow                 | 1946          | 2                    | Four engine long-range reconnaissance/transport aircraft     |
| Republic F-84 Thunderjet               | 1946          | 4,285                | Single-engine single-seat jet fighter-bomber                 |
| Republic XF-91 Thunderceptor           | 1949          | 2                    | Single-seat jet/rocket interceptor                           |
| Republic F-84F Thunderstreak           | 1950          | 2,711                | Single-engine single-seat jet fighter                        |
| Republic XF-103                        | N/A           | 0                    | Unbuilt single-seat jet/ramjet interceptor                   |
| Republic RF-84F Thunderflash           | 1952          | 715                  | Single-engine single-seat jet reconnaissance aircraft        |
| Republic XF-84H                        | 1955          | 2                    | Prototype single-engine single-seat turboprop fighter        |
| Republic F-105 Thunderchief            | 1955          | 833                  | Single-engine single-seat jet fighter-bomber                 |
| Republic AP-100                        | 1957          | 0                    | Unbuilt Six-engined VTOL strike fighter                      |
| Fairchild Republic A-10 Thunderbolt II | 1972          | 716                  | Twin-engine single-seat jet ground attack aircraft           |